# Le Vaudreuil
Le Vaudreuil ist eine französische Gemeinde mit 3622 Einwohnern (Stand 1. Januar 2022) im Département Eure in der Region Normandie. Sie gehört zum Arrondissement Les Andelys und zum Kanton Val-de-Reuil.

## Geografie
Le Vaudreuil liegt an der Eure in einer großen Schleife der Seine im Osten des großen Walds Forêt domaniale de Bord-Louviers (auch Forêt de Louviers oder Forêt de Bord genannt). Zwischen Le Vaudreuil und Incarville verläuft die Europastraße 5, die hier Autoroute de Normandie genannt wird, sie verbindet Évreux und Rouen, die beide etwa 25 Kilometer von Le Vaudreuil entfernt sind. Zwischen der Ortschaft und der Seine liegen zahlreiche Seen.

## Geschichte
1969 wurden die Gemeinden Notre-Dame-du-Vaudreuil und Saint-Cyr-du-Vaudreuil zu Le Vaudreuil zusammengelegt. Vorher wurden die Gemeinden inoffiziell auch les Vaudreuil oder les Vaudreux genannt (‚die Vaudreuils‘). Während der Französischen Revolution (1789–1799) wurde Saint-Cyr-du-Vaudreuil zu Vaudreuil-les-Ponts umbenannt.
In gallo-römischer Zeit (52 v. Chr. bis 486 n. Chr.) existierte eine Villa auf der Insel in der Eure, die in der Merowingerzeit (486 bis 8. Jahrhundert) zu einem königlichen Landgut wurde, das bei Gregor von Tours (538/539–594) erwähnt wurde und laut Auguste Longnon die Herkunft des Wortes Vaudreuil in den Ortsnamen erklärt. Dort lebte Fredegunde († 597) nach dem Tod ihres Mannes Chilperich I. (535–584). Laut Ernest Nègre wurden die ursprünglichen Ortschaften erstmals 584 als Rhotoialensis villa erwähnt, 884 als Redelio fisco, 1025 als Redolium und 1035/1040 als Rodolii valle. Er geht von einem gallischen Ursprung des Ortsnamens aus. Demnach ist der Ortsname aus roto und der Ortsnamensendung -ó-ialo zusammengesetzt, die ab dem 12. Jahrhundert in den Langues d’oïl zu val (‚Tal‘) beziehungsweise vau wurde. Roto wird allgemein mit ‚Rad‘ übersetzt, bedeutet aber in Ortsnamen ‚Furt‘, es taucht zum Beispiel in Rotomagus, dem gallo-römischen Namen Rouens auf.
Im Ortsteil Notre-Dame-du-Vaudreuil wurde um 1859 ein gallo-römischer Friedhof in einem Steinbruch entdeckt. Bei den Ausgrabungen fand man diverse Artefakte, darunter dreißig Keramikgefäße, von denen einige verbrannte Knochen enthielten. Ein Gefäß enthielt eine Münze aus der Regierungszeit Neros, die aus den Jahren 54 bis 58 stammen soll. Verschiedene Bronzegegenstände, die dort gefunden wurden, stammen aus der Regierungszeit von Gaius Iulius Caesar, Tiberius (14 bis 37 n. Chr.), Trajan (98–117) und Mark Aurel (161–180).
Im Jahr 924 wurde der Vertrag von Saint-Clair-sur-Epte in Bezug auf Le Vaudreuil umgesetzt und die Ortschaft ging offiziell in den Besitz der Herzöge der Normandie über. Die Herzöge ließen das königliche Landgut zu einer Burg umbauen. Osbern de Crépon wurde dort im Jahr 1039 ermordet. Bogenschützen aus Le Vaudreuil nahmen 1066 an der normannischen Eroberung Englands teil und kämpften in der Schlacht von Hastings. Im Jahr 1136 eroberte Roger III. de Tosny die Burg, er wurde aber schon bald gezwungen, sie an den König von England zu übergeben. Die Burg wurde 1143 von Graf Gottfried V. von Anjou erobert und 1193 von König Philipp II. von Frankreich. Nach einem erfolglosen Eroberungsversuch von Jean Plantagenêt im darauffolgenden Jahr, ließ Philipp II. die Burg 1195 schleifen.
Nachdem die Normandie 1204 von den Franzosen besetzt worden war, wurde Le Vaudreuil Königsland, auf dem Ludwig IX., Philipp IV. und Johann II. residierten. Während der Hugenottenkriege wurde Le Vaudreuil 1588 von der Heiligen Liga eingenommen. 1657 baute Claude Girardin, ein Freund Nicolas Fouquets, das Schloss, dessen Gärten von André Le Nôtre geplant wurden. Das Schloss wurde 1822 abgerissen.
| Jahr      | 1962 | 1968 | 1975  | 1982  | 1990  | 1999  | 2010  | 2018  |
| --------- | ---- | ---- | ----- | ----- | ----- | ----- | ----- | ----- |
| Einwohner | 875  | 902  | 1.864 | 2.786 | 3.079 | 3.438 | 3.673 | 3.701 |

Die Gemeinde Val-de-Reuil wurde 1981 aus Teilen von Le Vaudreuil, Incarville, Porte-Joie, Poses, Saint-Étienne-du-Vauvray, Saint-Pierre-du-Vauvray und Tournedos-sur-Seine gebildet.
Am wenigsten Einwohner hatte Le Vaudreuil 1793 (716), bis 1866 stieg die Einwohnerzahl an (1058). Seit den 1970er Jahren wächst die Gemeinde. Sie hatte im Jahr 2006 mehr als dreimal so viele Einwohner wie 1968.

## Politik
Seit 1999 besteht eine Städtepartnerschaft mit Comberton (South Cambridgeshire) im Vereinigten Königreich.
Das Wappen der Gemeinde ist blau und zeigt einen silbernen, wellenförmigen Querbalken, begleitet von drei goldenen Lilien im Schildhaupt und einem schwarz bespannten Bogen in der Schildspitze. Die heraldischen Farben „silber“ und „gold“ werden auf Wappen weiß und gelb dargestellt.

## Kultur und Sehenswürdigkeiten

### Grünflächen
1962 wurde der Golfclub Golf du Vaudreuil eröffnet. Der Parcours wurde 1961 von Fred Hawtree angelegt. Als Clubhaus dient eine restaurierte Zehntscheune aus dem 17. Jahrhundert.
Das Ufergebiet von Seine und Andelle ist bei Le Vaudreuil als Site Inscrit (‚Naturdenkmal‘) geschützt.
Jedes Jahr im Mai organisiert die Stadt in Zusammenarbeit mit dem Generalrat von Eure eine gärtnerische Messe namens Fleurs et Jardins („Blumen und Gärten“).

### Bauwerke
Da die Gemeinde aus zwei Ortschaften besteht, die zusammengelegt wurden, besitzt sie zwei Kirchen. Die Pfarrkirche Saint-Cyr im Ortsteil Saint-Cyr-du-Vaudreuil und die Kirche Notre-Dame in Notre-Dame-du-Vaudreuil. Letztere wurde im 12. Jahrhundert erbaut, aus jener Zeit sind nur die Apsiden und der Chor erhalten. Diese Teile sind als Monument historique klassifiziert (classé MH), insgesamt ist die Kirche als inscrit MH in das Zusatzverzeichnis der historischen Denkmale eingetragen. Die Pfarrkirche Saint-Cyr wurde im 16. Jahrhundert erbaut. Das Kirchenschiff wurde 1731 restauriert, weitere umfangreiche Restaurierungen wurden von 1869 bis 1874 durchgeführt.

## Wirtschaft
Im 19. Jahrhundert gab es in Le Vaudreuil eine Getreidemühle, zwei Wollspinnereien, vier Walkmühlen, eine Weberei und eine Ziegelei. Der Bahnhof von Le Vaudreuil wurde von Zügen der Bahnlinie Louviers – Saint-Pierre-du-Vauvray angefahren. Heute befinden sich eine Niederlassungen des Parfümherstellers Hermès, eines Elektronikherstellers und eines Pharmaunternehmens in der Gemeinde. Die Bahnlinie wurde geschlossen und zwischen Poses und Pinterville in einen 20 Kilometer langen Wander- und Fahrradweg (voie verte) umgewandelt.
Auf dem Gemeindegebiet gelten geschützte geographische Angaben (IGP) für Schweinefleisch (Porc de Normandie), Geflügel (Volailles de Normandie) und Cidre (Cidre de Normandie und Cidre normand).

## Persönlichkeiten
- Antoine Legendre  (1590–1665), geboren in Notre-Dame-du-Vaudreuil.
- Antoine Portail (1675–1736), Oberster Richter, einer der Besitzer des Schlosses von Vaudreuil, Sponsor des kleinen Schlosses der Orangerie.
- François Simon de Pfaff de Pfaffenhoven (1797–1872) Freiherr, Großherzoglich Badischer Kammerherr und Numismatiker.
- Edgar Raoul-Duval (1832–1887), Magistrat und Politiker, Bürgermeister von Notre-Dame-du-Vaudreuil von 1878 bis 1887.
- Édouard Gachot (1862–1945), Schriftsteller, Journalist und Historiker von Napoleon (Oscar 1937) ist auf dem Friedhof beigesetzt.
- Gustave Loiseau (1865–1935), französischer Postimpressionist, malte mehrere Gemälde von Saint-Cyr-du-Vaudreuil und der Umgebung der Eure.